# Argumento de indispensabilidad de Quine-Putnam
El argumento de indispensabilidad de Quine-Putnam es un argumento de la filosofía de las matemáticas a favor de la existencia de objetos matemáticos abstractos como los números y los conjuntos, una postura conocida como platonismo matemático. Debe su nombre a los filósofos Willard Van Orman Quine y Hilary Putnam, y es uno de los argumentos más importantes de la filosofía de las matemáticas.
Aunque elementos del argumento de la indispensabilidad pueden tener su origen en pensadores como Gottlob Frege y Kurt Gödel, el desarrollo del argumento por parte de Quine fue único por introducir en él varias de sus posiciones filosóficas, como el naturalismo, el holismo confirmacional y el criterio del compromiso ontológico. Putnam dio al argumento de Quine su primera formulación detallada en su libro de 1971 Philosophy of Logic. Sin embargo, más tarde llegó a discrepar de varios aspectos del pensamiento de Quine y formuló su propio argumento de la indispensabilidad basándose en el argumento de los no milagros de la filosofía de la ciencia. Una forma estándar del argumento en la filosofía contemporánea se atribuye a Mark Colyvan; aunque está influido tanto por Quine como por Putnam, difiere en aspectos importantes de sus formulaciones. Se presenta en la Enciclopedia de Filosofía de Stanford:
- Deberíamos tener un compromiso ontológico con todas y sólo con las entidades indispensables para nuestras mejores teorías científicas.
- Las entidades matemáticas son indispensables para nuestras mejores teorías científicas.
- Por lo tanto, debemos tener un compromiso ontológico con las entidades matemáticas.

Los nominalistas, filósofos que rechazan la existencia de objetos abstractos, han argumentado en contra de ambas premisas de este argumento. Un influyente argumento de Hartry Field afirma que las entidades matemáticas son prescindibles para la ciencia. Este argumento se ha apoyado en intentos de demostrar que las teorías científicas y matemáticas pueden reformularse para eliminar todas las referencias a entidades matemáticas. Otros filósofos, como Penelope Maddy, Elliott Sober y Joseph Melia, han argumentado que no necesitamos creer en todas las entidades que son indispensables para la ciencia. Los argumentos de estos autores inspiraron una nueva versión explicativa del argumento, que Alan Baker y Mark Colyvan apoyan, según la cual las matemáticas son indispensables para explicaciones científicas específicas, así como para teorías completas.

## Antecedentes
En su artículo de 1973 «Mathematical Truth», Paul Benacerraf planteó un problema para la filosofía de las matemáticas. Según Benacerraf, oraciones matemáticas como «dos es un número primo» implican la existencia de objetos matemáticos. Apoyó esta afirmación con la idea de que las matemáticas no deberían tener su propia semántica especial o, en otras palabras, el significado de las oraciones matemáticas debería seguir las mismas reglas que las oraciones no matemáticas. Por ejemplo, según este razonamiento, si la frase «Marte es un planeta» implica la existencia del planeta Marte, entonces la frase «dos es un número primo» también debería implicar la existencia del número dos. Pero según Benacerraf, si los objetos matemáticos existieran, serían incognoscibles. Esto se debe a que los objetos matemáticos, si existen, son objetos abstractos: objetos que no pueden causar cosas y que no tienen ubicación en el espacio y el tiempo.  Benacerraf argumentó, basándose en la teoría causal del conocimiento, que sería imposible saber sobre tales objetos porque no pueden entrar en contacto causal con nosotros Esto se llama el problema epistemológico de Benacerraf porque concierne a la epistemología de las matemáticas, es decir, cómo llegamos a saber lo que sabemos sobre las matemáticas.
La filosofía de las matemáticas se divide en dos corrientes principales: el platonismo y el nominalismo. El platonismo sostiene que existen objetos matemáticos abstractos, como los números y los conjuntos, mientras que el nominalismo niega su existencia. Cada uno de estos puntos de vista se enfrenta a problemas debidos al problema planteado por Benacerraf. Dado que el nominalismo rechaza la existencia de objetos matemáticos, no se enfrenta a ningún problema epistemológico, pero sí a problemas relacionados con la idea de que las matemáticas no deberían tener su propia semántica especial. El platonismo no se enfrenta a problemas relativos a la mitad semántica del dilema, pero tiene dificultades para explicar cómo podemos tener algún conocimiento sobre los objetos matemáticos.
El argumento de la indispensabilidad pretende superar el problema epistemológico planteado contra el platonismo proporcionando una justificación de la creencia en objetos matemáticos abstractos. Forma parte de una amplia clase de argumentos de indispensabilidad que se aplican más comúnmente en la filosofía de las matemáticas, pero que también incluye argumentos en la filosofía del lenguaje y la ética. En el sentido más general, los argumentos de indispensabilidad pretenden apoyar su conclusión basándose en la afirmación de que la verdad de la conclusión es indispensable o necesaria para un determinado propósito. Cuando se aplican en el campo de la ontología -el estudio de lo que existe- ejemplifican una estrategia quineana para establecer la existencia de entidades controvertidas que no pueden investigarse directamente. Según esta estrategia, la indispensabilidad de estas entidades para formular una teoría de otras entidades menos controvertidas cuenta como prueba de su existencia. En el caso de la filosofía de las matemáticas, la indispensabilidad de las entidades matemáticas para formular teorías científicas se toma como prueba de la existencia de esas entidades matemáticas.

## Resumen del argumento
Mark Colyvan presenta el argumento en la Stanford Encyclopedia of Philosophy de la siguiente forma:
- Deberíamos tener un compromiso ontológico con todas y sólo con las entidades indispensables para nuestras mejores teorías científicas.
- Las entidades matemáticas son indispensables para nuestras mejores teorías científicas.
- Por lo tanto, debemos tener un compromiso ontológico con las entidades matemáticas.

Aquí, un compromiso ontológico con una entidad es un compromiso con la creencia de que esa entidad existe. La primera premisa se basa en dos supuestos fundamentales: el naturalismo y el holismo confirmacional. Según el naturalismo, debemos recurrir a nuestras mejores teorías científicas para determinar qué es lo que tenemos más razones para creer que existe. Quine resumió el naturalismo como «el reconocimiento de que es dentro de la ciencia misma, y no en alguna filosofía previa, donde la realidad debe ser identificada y descrita». El holismo confirmacional es la opinión de que las teorías científicas no pueden ser confirmadas aisladamente y deben ser confirmadas como conjuntos. Por lo tanto, de acuerdo con el holismo confirmacional, si debemos creer en la ciencia, entonces debemos creer en toda la ciencia, incluyendo cualquiera de las matemáticas que son asumidas por nuestras mejores teorías científicas. El argumento se dirige principalmente a los nominalistas que son realistas científicos, ya que intenta justificar la creencia en entidades matemáticas de una manera similar a la justificación de la creencia en entidades teóricas como electrones o quarks; Quine sostuvo que tales nominalistas tienen un «doble estándar» con respecto a la ontología.
El argumento de la indispensabilidad difiere de otros argumentos a favor del platonismo porque sólo defiende la creencia en las partes de las matemáticas que son indispensables para la ciencia. No justifica necesariamente la creencia en las partes más abstractas de la teoría de conjuntos, que Quine denominó «recreación matemática … sin derechos ontológicos». Algunos filósofos deducen del argumento que el conocimiento matemático es a posteriori porque implica que las verdades matemáticas sólo pueden establecerse mediante la confirmación empírica de las teorías científicas para las que son indispensables. Esto también indica que las verdades matemáticas son contingentes, ya que las verdades empíricamente conocidas son generalmente contingentes. Tal posición es controvertida porque contradice la visión tradicional del conocimiento matemático como conocimiento a priori de verdades necesarias.
Mientras que el argumento original de Quine es un argumento a favor del platonismo, los argumentos de indispensabilidad también pueden construirse para argumentar a favor de la afirmación más débil del realismo oracional: la afirmación de que la teoría matemática es objetivamente verdadera. Se trata de una afirmación más débil porque no implica necesariamente que existan objetos matemáticos abstractos.

## Conceptos principales

### Indispensabilidad
La segunda premisa del argumento de la indispensabilidad afirma que los objetos matemáticos son indispensables para nuestras mejores teorías científicas. En este contexto, indispensabilidad no es lo mismo que ineliminabilidad, ya que cualquier entidad puede eliminarse de un sistema teórico si se realizan los ajustes adecuados en las demás partes del sistema. En cambio, indispensabilidad significa que una entidad no puede eliminarse sin reducir el atractivo de la teoría. El atractivo de la teoría puede evaluarse en términos de virtudes teóricas como el poder explicativo, la adecuación empírica y la simplicidad. Además, si una entidad es prescindible para una teoría, puede formularse una teoría equivalente sin ella. Éste es el caso, por ejemplo, si cada frase de una teoría es una paráfrasis de una frase de otra o si las dos teorías predicen las mismas observaciones empíricas.
Según la Stanford Encyclopedia of Philosophy, uno de los argumentos más influyentes contra el argumento de la indispensabilidad procede de Hartry Field. Rechaza la afirmación de que los objetos matemáticos son indispensables para la ciencia; Field ha apoyado este argumento reformulando o «nominalizando» las teorías científicas para que no se refieran a objetos matemáticos. Como parte de este proyecto, Field ha ofrecido una reformulación de la física newtoniana en términos de las relaciones entre puntos espacio-temporales. En lugar de referirse a distancias numéricas, la reformulación de Field utiliza relaciones como «entre» y «congruente» para recuperar la teoría sin implicar la existencia de números. John Burgess y Mark Balaguer han dado pasos para extender este proyecto de nominalización a áreas de la física moderna, incluida la mecánica cuántica. Filósofos como David Malament y Otávio Bueno discuten si tales reformulaciones tienen éxito o incluso son posibles, particularmente en el caso de la mecánica cuántica.
La alternativa de Field al platonismo es el ficcionalismo matemático, según el cual las teorías matemáticas son falsas porque se refieren a objetos abstractos que no existen. Como parte de su argumentación contra el argumento de la indispensabilidad, Field ha intentado explicar cómo es posible que la ciencia utilice enunciados matemáticos falsos sin que las predicciones científicas sean falsas. Su argumentación se basa en la idea de que las matemáticas son conservadoras. Una teoría matemática es conservadora si, cuando se combina con una teoría científica, no implica nada sobre el mundo físico que la teoría científica por sí sola no hubiera implicado. Esto explica cómo es posible que las matemáticas sean utilizadas por las teorías científicas sin que las predicciones de la ciencia sean falsas. Además, Field ha intentado especificar cómo exactamente las matemáticas son útiles en la aplicación. Field piensa que las matemáticas son útiles para la ciencia porque el lenguaje matemático proporciona una taquigrafía útil para hablar de sistemas físicos complejos.
Otro enfoque para negar que las entidades matemáticas sean indispensables para la ciencia consiste en reformular las propias teorías matemáticas de modo que no impliquen la existencia de objetos matemáticos. Charles Chihara, Geoffrey Hellman y Putnam han propuesto reformulaciones modales de las matemáticas que sustituyen todas las referencias a objetos matemáticos por afirmaciones sobre posibilidades.

### Naturalismo
El naturalismo que subyace al argumento de la indispensabilidad es una forma de naturalismo metodológico que afirma la primacía del método científico para determinar la verdad. En otras palabras, según el naturalismo de Quine, nuestras mejores teorías científicas son la mejor guía de lo que existe. Esta forma de naturalismo rechaza la idea de que la filosofía precede y justifica en última instancia la creencia en la ciencia, y sostiene en cambio que la ciencia y la filosofía son continuas entre sí como parte de una investigación única y unificada del mundo. Como tal, esta forma de naturalismo excluye la idea de una filosofía previa que pueda anular los compromisos ontológicos de la ciencia. Esto contrasta con las formas metafísicas de naturalismo, que descartan la existencia de objetos abstractos porque no son físicos. Un ejemplo de tal naturalismo es el que sostiene David Armstrong. Sostiene un principio llamado principio eleático, que afirma que sólo existen entidades causales y no hay entidades no causales. El naturalismo de Quine afirma que tal principio no puede utilizarse para anular el compromiso ontológico de nuestras mejores teorías científicas con las entidades matemáticas porque los principios filosóficos no pueden anular la ciencia.
Quine mantenía su naturalismo como un supuesto fundamental, pero filósofos posteriores han aportado argumentos para apoyarlo. Los argumentos más comunes en apoyo del naturalismo quineano son los de la trayectoria, que apelan al éxito de la ciencia en comparación con la filosofía y otras disciplinas. David Lewis hizo famoso un argumento de este tipo en un pasaje de su libro Parts of Classes de 1991, ridiculizando la trayectoria de la filosofía en comparación con las matemáticas y argumentando que la idea de que la filosofía anule a la ciencia es absurda. Los críticos del argumento de la trayectoria han argumentado que va demasiado lejos, desacreditando por completo los argumentos y métodos filosóficos, e impugnan la idea de que la filosofía pueda ser juzgada uniformemente por tener una mala trayectoria.
El naturalismo de Quine también ha sido criticado por Penelope Maddy por contradecir la práctica matemática. Según el argumento de la indispensabilidad, las matemáticas están subordinadas a las ciencias naturales en el sentido de que su legitimidad depende de ellas. Pero Maddy sostiene que los matemáticos no parecen creer que su práctica esté restringida en modo alguno por la actividad de las ciencias naturales. Por ejemplo, los argumentos de los matemáticos sobre los axiomas de la teoría de conjuntos de Zermelo-Fraenkel no apelan a sus aplicaciones a las ciencias naturales. Del mismo modo, Charles Parsons ha argumentado que las verdades matemáticas parecen inmediatamente obvias de un modo que sugiere que no dependen de los resultados de nuestras mejores teorías.

### Holismo confirmacional
El holismo confirmacional es la opinión de que las teorías e hipótesis científicas no pueden confirmarse de forma aislada y deben confirmarse conjuntamente como parte de un conjunto más amplio de teorías. Un ejemplo de esta idea proporcionado por Michael Resnik es el de la hipótesis de que un observador verá que el aceite y el agua se separan si se añaden juntos porque no se mezclan. Esta hipótesis no puede confirmarse de forma aislada porque se basa en suposiciones como la ausencia de cualquier sustancia química que interfiera en su separación y que los ojos del observador funcionan lo suficientemente bien como para observar la separación. Dado que las teorías matemáticas también son asumidas por las teorías científicas, el holismo confirmacional implica que las confirmaciones empíricas de las teorías científicas también apoyan estas teorías matemáticas.

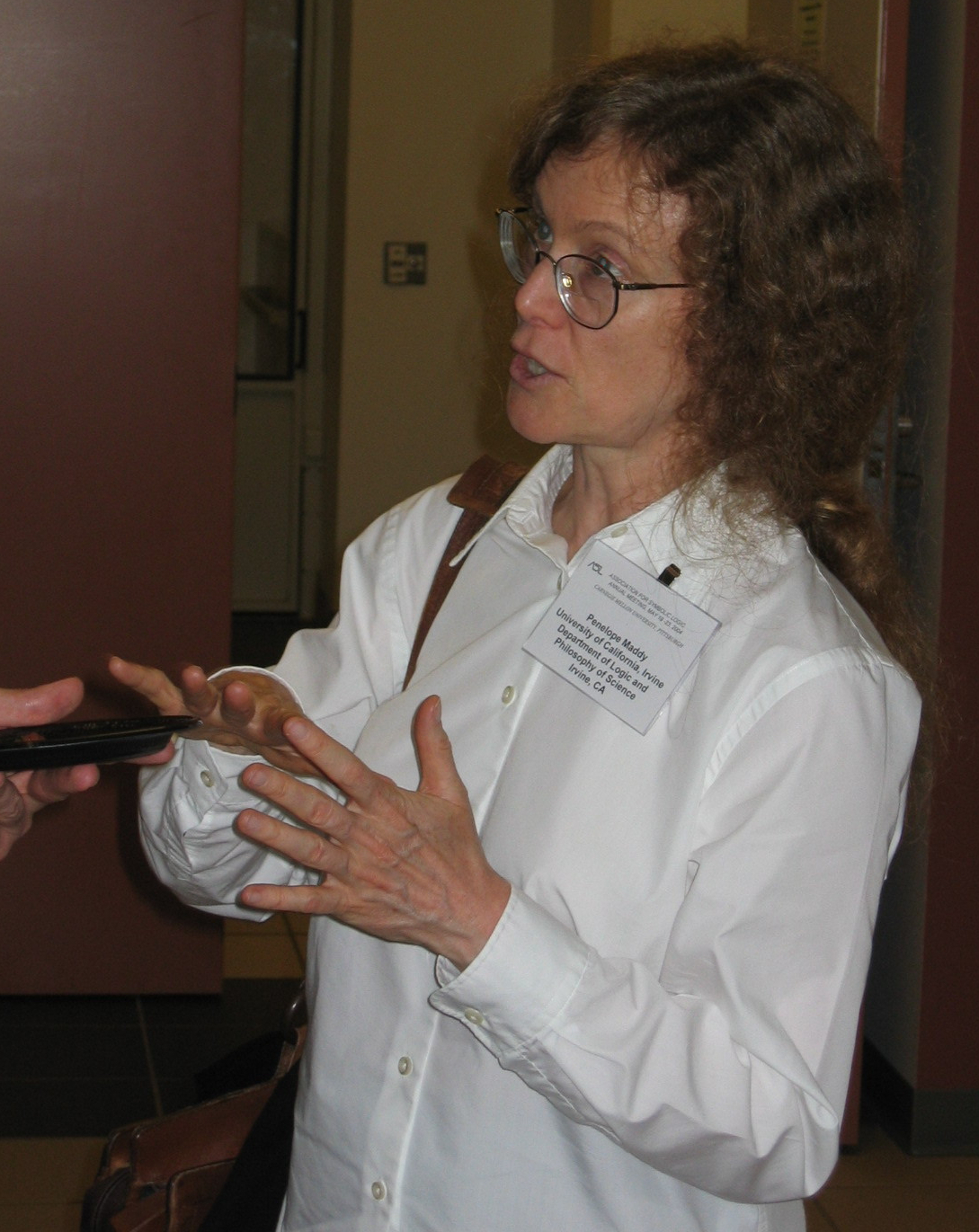
Un importante contraargumento al holismo confirmacional se debe a Penelope Maddy

Según un contraargumento de Maddy,[e] las tesis del naturalismo y del holismo confirmacional que constituyen la primera premisa del argumento de la indispensabilidad están en tensión entre sí. Maddy afirma que el naturalismo nos dice que debemos respetar los métodos utilizados por los científicos como el mejor método para descubrir la verdad, pero los científicos no actúan como si debiéramos creer en todas las entidades que son indispensables para la ciencia. Para ilustrar este punto, Maddy utiliza el ejemplo de la teoría atómica; afirma que a pesar de que el átomo era indispensable para las mejores teorías de los científicos en 1860, su realidad no se aceptó universalmente hasta 1913, cuando se sometieron a una prueba experimental directa.  Maddy, y otros como Mary Leng, también apelan al hecho de que los científicos utilizan idealizaciones matemáticas -como suponer que las masas de agua son infinitamente profundas- sin tener en cuenta si son ciertas. Según Maddy, esto indica que los científicos no consideran que el uso indispensable de las matemáticas para la ciencia justifique la creencia en las matemáticas o en entidades matemáticas. En general, Maddy dijo que deberíamos ponernos del lado del naturalismo y rechazar el holismo confirmacional, lo que significa que no necesitamos creer en todas las entidades que son indispensables para la ciencia.
Otro contraargumento debido a Elliott Sober afirma que las teorías matemáticas no se ponen a prueba del mismo modo que las teorías científicas. Sober afirma que las teorías científicas compiten con alternativas para encontrar qué teoría tiene más apoyo empírico. Pero la teoría matemática no tiene alternativas con las que competir porque todas las teorías científicas comparten el mismo núcleo matemático. En consecuencia, según Sober, las teorías matemáticas no comparten el apoyo empírico de nuestras mejores teorías científicas, por lo que deberíamos rechazar el holismo confirmacional.
Desde que se plantearon estos contraargumentos, varios filósofos -entre ellos Resnik, Alan Baker, Patrick Dieveney, David Liggins, Jacob Busch y Andrea Sereni- han defendido que el holismo confirmacional puede eliminarse del argumento. Por ejemplo, Resnik ha ofrecido un argumento de indispensabilidad pragmática centrado menos en la noción de evidencia y más en la importancia práctica de las matemáticas para llevar a cabo la investigación científica.

### Compromiso ontológico
Otra parte clave del argumento es el concepto de compromiso ontológico, que puede aplicarse tanto a las teorías como a las personas. Los compromisos ontológicos de una teoría son todas las cosas que existen según esa teoría. A su vez, que una persona esté comprometida ontológicamente con algo es que esté comprometida a creer que existe. Quine creía que deberíamos estar comprometidos con las mismas entidades con las que están comprometidas nuestras mejores teorías científicas. Formuló un «criterio de compromiso ontológico», que pretende descubrir los compromisos de nuestras mejores teorías traduciéndolas o «regimentándolas» del lenguaje ordinario a la lógica de primer orden.  En el lenguaje ordinario, Quine creía que el término «hay» debe conllevar un compromiso ontológico; decir que «hay» algo significa que esa cosa existe. Y para Quine, el cuantificador existencial en la lógica de primer orden era el equivalente natural de «hay». Por tanto, el criterio de Quine toma los compromisos ontológicos de la teoría como todos los objetos sobre los que la teoría regimentada cuantifica.
Quine pensaba que es importante traducir nuestras mejores teorías científicas a la lógica de primer orden porque el lenguaje ordinario es ambiguo, mientras que la lógica puede hacer más precisos los compromisos de una teoría. Traducir las teorías a la lógica de primer orden también tiene ventajas sobre traducirlas a lógicas de orden superior, como la lógica de segundo orden. Aunque la lógica de segundo orden tiene el mismo poder expresivo que la lógica de primer orden, carece de algunos de los puntos fuertes técnicos de la lógica de primer orden, como la completitud y la compacidad. La lógica de segundo orden también permite cuantificar propiedades como el «enrojecimiento», pero la cuestión de si tenemos un compromiso ontológico con las propiedades es controvertida. Según Quine, tal cuantificación es simplemente antigramatical.
Jody Azzouni ha objetado al criterio de compromiso ontológico de Quine, afirmando que el cuantificador existencial en lógica de primer orden no siempre conlleva compromiso ontológico. Según Azzouni, el equivalente en lenguaje ordinario de la cuantificación existencial «hay» se utiliza a menudo en oraciones sin implicar compromiso ontológico. En particular, Azzouni señala el uso de «hay» al referirse a objetos ficticios en frases como «hay detectives ficticios que son admirados por algunos detectives reales» Según Azzouni, para que tengamos un compromiso ontológico con una entidad, debemos tener el nivel adecuado de acceso epistémico a ella. Esto significa, por ejemplo, que debe superar algunas cargas epistémicas para que podamos postularla. Pero según Azzouni, las entidades matemáticas son «meros posits» que cualquiera puede postular en cualquier momento «simplemente escribiendo un conjunto de axiomas», por lo que no necesitamos tratarlas como reales.
Presentaciones más modernas del argumento no aceptan necesariamente el criterio de compromiso ontológico de Quine y pueden permitir que los compromisos ontológicos se determinen directamente a partir del lenguaje ordinario.

### Explicación matemática
Un problema con este argumento, planteado por Joseph Melia, es que no tiene en cuenta el papel de las matemáticas en la ciencia. Según Melia, sólo necesitamos creer en las matemáticas si son indispensables para la ciencia en el sentido correcto. En concreto, deben ser indispensables para las explicaciones científicas. Pero según Melia, las matemáticas desempeñan un papel puramente representacional en la ciencia, simplemente «hacen que se puedan decir más cosas sobre objetos concretos». Sostiene que es legítimo retirar el compromiso con las matemáticas por este motivo, citando un fenómeno lingüístico que denomina «comadreo». Esto ocurre cuando una persona hace una afirmación y luego se retracta de algo implícito en esa afirmación. Un ejemplo de «weaseling» utilizado para expresar información en un contexto cotidiano es «Todos los que vinieron al seminario tenían un folleto. Pero la persona que llegó tarde no recibió ninguna". En este caso, se transmite una información aparentemente contradictoria, pero si se lee con benevolencia, simplemente se afirma que todos, salvo la persona que llegó tarde, recibieron un folleto". De forma similar, según Melia, aunque las matemáticas son indispensables para la ciencia, »casi todos los científicos . Según Melia, aunque las matemáticas son indispensables para la ciencia, «casi todos los científicos … niegan que existan objetos matemáticos», lo que implica que se está eludiendo el compromiso con los objetos matemáticos. Para Melia, esa elusión es aceptable porque las matemáticas no desempeñan un papel verdaderamente explicativo en la ciencia.
Inspirados tanto por los argumentos contra el holismo confirmacional como por el argumento de Melia de que podemos suspender la creencia en las matemáticas si no desempeñan un papel genuinamente explicativo en la ciencia, Colyvan y Baker han defendido una versión explicativa del argumento de la indispensabilidad. Esta versión del argumento intenta eliminar la dependencia del holismo confirmacional sustituyéndolo por una inferencia a la mejor explicación. Afirma que estamos justificados para creer en objetos matemáticos porque aparecen en nuestras mejores explicaciones científicas, no porque hereden el apoyo empírico de nuestras mejores teorías. La Enciclopedia de Filosofía en Internet lo presenta de la siguiente forma:
- Existen explicaciones genuinamente matemáticas de los fenómenos empíricos.
- Debemos comprometernos con los postulados teóricos de tales explicaciones.
- Por lo tanto, debemos comprometernos con las entidades postuladas por las matemáticas en cuestión.

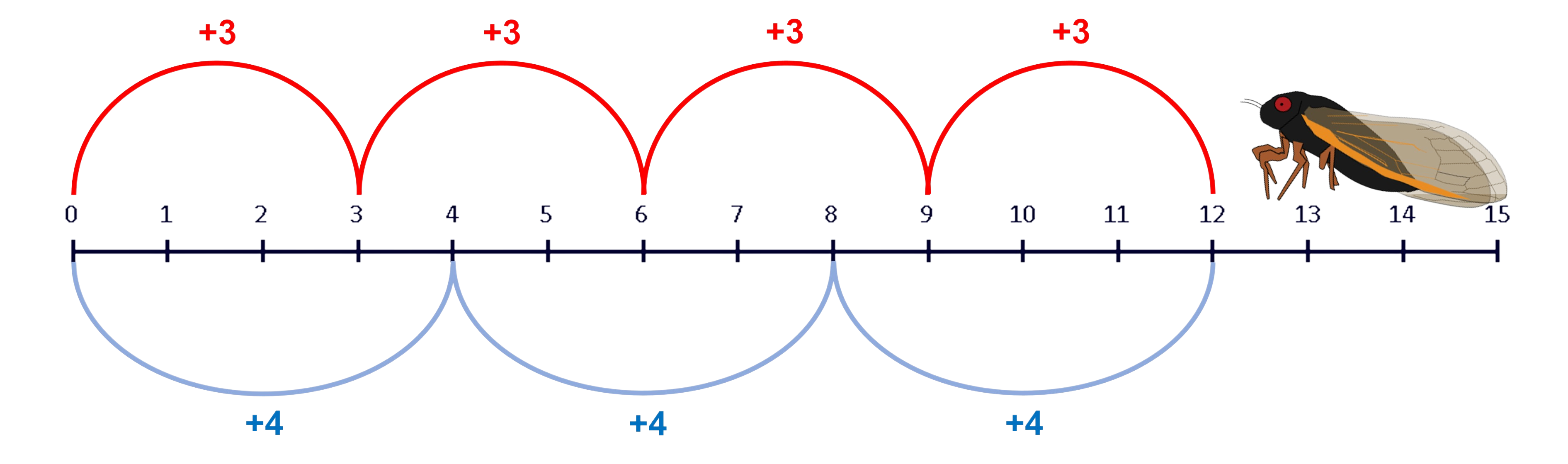
Línea numérica que visualiza por qué los ciclos vitales primos son ventajosos en comparación con los no primos. Si los depredadores tienen ciclos vitales de 3 o 4 años, se sincronizan rápidamente con un ciclo vital no primo, como un ciclo vital de 12 años. Pero no se sincronizarán con el ciclo vital de una cigarra periódica de 13 años hasta que hayan pasado 39 y 52 años, respectivamente.

Un ejemplo de la indispensabilidad explicativa de las matemáticas presentado por Baker es la cigarra periódica, un tipo de insecto que suele tener ciclos vitales de 13 o 17 años. La hipótesis es que se trata de una ventaja evolutiva porque 13 y 17 son números primos. Como los números primos no tienen factores no triviales, esto significa que es menos probable que los depredadores puedan sincronizarse con los ciclos vitales de las cigarras. Según Baker, se trata de una explicación en la que las matemáticas, en concreto la teoría de números, desempeñan un papel clave para explicar un fenómeno empírico.
Otros ejemplos importantes son las explicaciones de la estructura hexagonal de los panales de abejas y la imposibilidad de cruzar los siete puentes de Königsberg una sola vez en un paseo por la ciudad. La principal respuesta a esta forma de argumentación, que han adoptado filósofos como Melia, Chris Daly, Simon Langford y Juha Saatsi, es negar que existan explicaciones genuinamente matemáticas de los fenómenos empíricos, enmarcando en cambio el papel de las matemáticas como representacional o indiciario.

## Desarrollo histórico

### Precursores e influencias de Quine

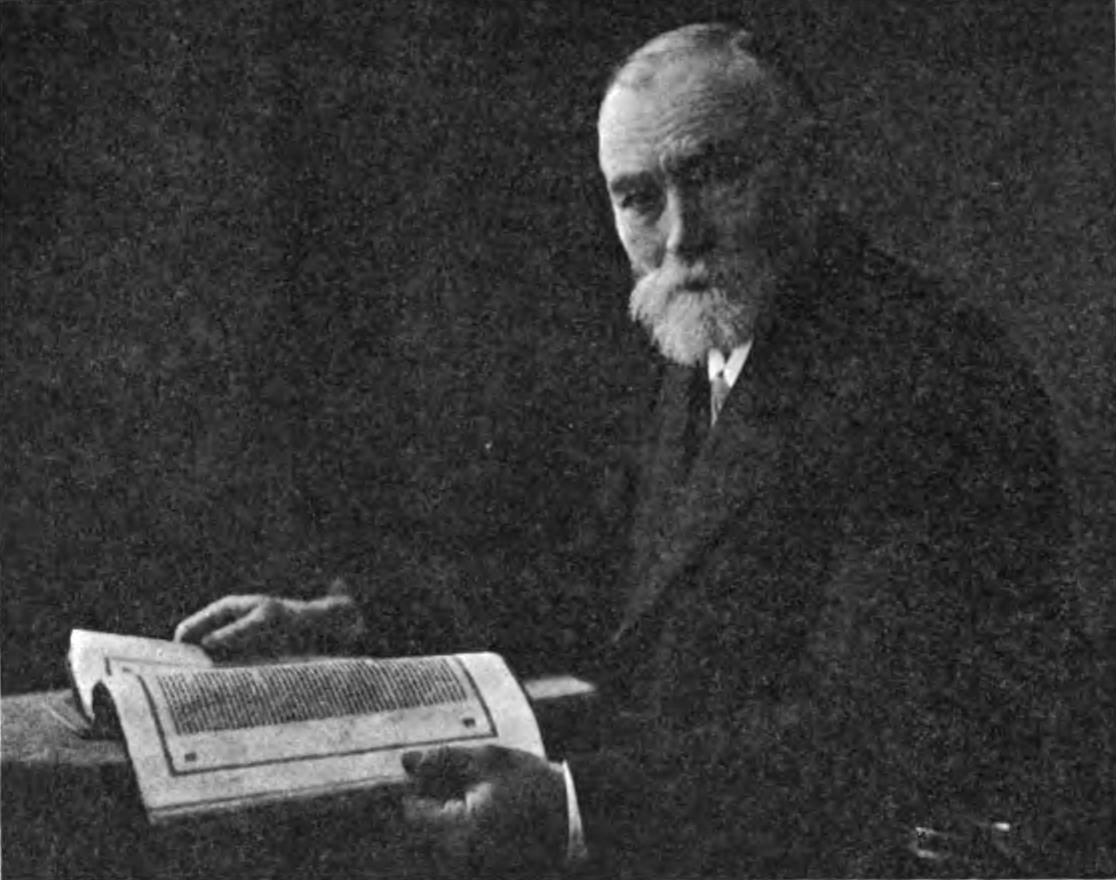
Algunos aspectos del argumento de la indispensabilidad se remontan a Gottlob Frege.

Este argumento se asocia históricamente con Willard Van Orman Quine y Hilary Putnam, pero puede remontarse a pensadores anteriores como Gottlob Frege y Kurt Gödel. En sus argumentos contra el formalismo matemático -una visión que asemeja las matemáticas a un juego como el ajedrez con reglas sobre cómo pueden manipularse símbolos matemáticos como el «2»- Frege dijo en 1893 que «es sólo la aplicabilidad lo que eleva la aritmética de un juego al rango de ciencia» Gödel, en un artículo de 1947 sobre los axiomas de la teoría de conjuntos, dijo que si un axioma nuevo tuviera suficientes consecuencias verificables, «tendría que ser aceptado al menos en el mismo sentido que cualquier teoría física bien establecida».  Los argumentos de Frege y Gödel difieren del posterior argumento quineano de la indispensabilidad porque carecen de características como el naturalismo y la subordinación de la práctica, lo que ha llevado a algunos filósofos, entre ellos Pieranna Garavaso, a decir que no son ejemplos genuinos del argumento de la indispensabilidad.
Mientras desarrollaba su visión filosófica del holismo confirmacional, Quine recibió la influencia de Pierre Duhem. A principios del siglo XX, Duhem defendió la ley de la inercia frente a los críticos que afirmaban que carecía de contenido empírico y era infalsificable. Estos críticos basaban esta afirmación en el hecho de que la ley no hace ninguna predicción observable sin plantear algún marco de referencia observacional y que las instancias falsables siempre pueden evitarse cambiando la elección del marco de referencia. Duhem respondió diciendo que la ley produce predicciones cuando se empareja con hipótesis auxiliares que fijan el marco de referencia y que, por tanto, no es diferente de cualquier otra teoría física. Duhem dijo que aunque las hipótesis individuales pueden no hacer predicciones observables por sí solas, pueden confirmarse como partes de sistemas de hipótesis. Quine extendió esta idea a las hipótesis matemáticas, afirmando que, aunque las hipótesis matemáticas no tienen contenido empírico por sí mismas, pueden participar en las confirmaciones empíricas de los sistemas de hipótesis en los que están contenidas. Esta tesis se conoció más tarde como la tesis Duhem-Quine.
Quine describió su naturalismo como el «abandono del objetivo de una filosofía primera». Considera la ciencia natural como una indagación de la realidad, falible y corregible pero que no responde ante ningún tribunal supracientífico, y que no necesita ninguna justificación más allá de la observación y el método hipotético-deductivo". El término “filosofía primera” se utiliza en referencia a las Meditaciones sobre la filosofía primera de Descartes, en las que Descartes utilizó su método de la duda en un intento de asegurar los fundamentos de la ciencia. Quine dijo que los intentos de Descartes de proporcionar los fundamentos de la ciencia habían fracasado y que el proyecto de encontrar una justificación fundacional para la ciencia debía rechazarse porque creía que la filosofía nunca podría proporcionar un método de justificación más convincente que el método científico.
Quine también se vio influido por los positivistas lógicos, como su maestro Rudolf Carnap; su naturalismo se formuló en respuesta a muchas de sus ideas. Para los positivistas lógicos, todas las creencias justificadas eran reducibles a datos sensoriales, incluido nuestro conocimiento de objetos ordinarios como los árboles. Quine criticó los datos sensoriales como contraproducentes, afirmando que debemos creer en objetos ordinarios para organizar nuestras experiencias del mundo. También afirmó que, dado que la ciencia es nuestra mejor teoría de cómo la experiencia sensorial nos proporciona creencias sobre los objetos ordinarios, también deberíamos creer en ella. Mientras que los positivistas lógicos afirmaban que las afirmaciones individuales deben estar respaldadas por los datos sensoriales, el holismo confirmacional de Quine significa que la teoría científica está intrínsecamente ligada a la teoría matemática y, por tanto, la evidencia de las teorías científicas puede justificar la creencia en los objetos matemáticos a pesar de que no sean percibidos directamente.

### Quine y Putnam
Aunque acabó convirtiéndose en platonista debido a su formulación del argumento de la indispensabilidad, Quine simpatizó con el nominalismo desde las primeras etapas de su carrera. En una conferencia pronunciada en 1946, dijo: «Pondré ahora mis cartas sobre la mesa y confesaré mis prejuicios: Me gustaría poder aceptar el nominalismo". Posteriormente, en 1947, publicó junto con Nelson Goodman un artículo titulado “Steps toward a Constructive Nominalism” (Pasos hacia un nominalismo constructivo) como parte de un proyecto en curso de Quine para “establecer un lenguaje nominalista en el que pudiera expresarse toda la ciencia natural”. Sin embargo, en una carta a Joseph Henry Woodger del año siguiente, Quine dijo que estaba cada vez más convencido de que «la suposición de entidades abstractas y las suposiciones del mundo externo son suposiciones del mismo tipo». Más tarde publicó el artículo de 1948 «Sobre lo que hay», en el que decía que «la analogía entre el mito de las matemáticas y el mito de la física es... sorprendentemente cercana», marcando un cambio hacia su eventual aceptación de un «platonismo reticente».
A lo largo de la década de 1950, Quine mencionó regularmente el platonismo, el nominalismo y el constructivismo como puntos de vista plausibles, y todavía no había llegado a una conclusión definitiva sobre cuál era el correcto. No está claro exactamente cuándo aceptó Quine el platonismo; en 1953, se distanció de las afirmaciones del nominalismo en su artículo de 1947 con Goodman, pero en 1956, Goodman todavía describía la «deserción» de Quine del nominalismo como «todavía algo tentativa». Según Lieven Decock, Quine había aceptado la necesidad de entidades matemáticas abstractas al publicar su libro de 1960 Word and Object (Palabra y objeto), en el que escribió que «una doctrina nominalista exhaustiva es demasiado para estar a la altura».  Sin embargo, aunque lanzó sugerencias sobre el argumento de la indispensabilidad en varios artículos, nunca le dio una formulación detallada.
Putnam dio al argumento su primera presentación explícita en su libro de 1971 Filosofía de la lógica, en el que lo atribuyó a Quine. Enunció el argumento como «la cuantificación sobre entidades matemáticas es indispensable para la ciencia, tanto formal como física; por tanto, deberíamos aceptar tal cuantificación; pero esto nos compromete a aceptar la existencia de las entidades matemáticas en cuestión». También escribió que Quine había «subrayado durante años tanto la indispensabilidad de la cuantificación sobre entidades matemáticas como la deshonestidad intelectual de negar la existencia de lo que uno presupone diariamente». Se discute el apoyo de Putnam a la versión de Quine del argumento. La Internet Encyclopedia of Philosophy afirma: "En sus primeros trabajos, Hilary Putnam aceptó la versión de Quine del argumento de la indispensabilidad". Liggins y Bueno, sin embargo, sostienen que Putnam nunca apoyó el argumento y que sólo lo presentó como un argumento de Quine. En una conferencia de 1990, Putnam dijo que había compartido las opiniones de Quine sobre el argumento de la indispensabilidad desde 1948, cuando era estudiante en Harvard, pero que desde entonces había llegado a discrepar de ellas.  Más tarde dijo que difería de Quine en su actitud hacia el argumento al menos desde 1975.  Entre las características del argumento con las que Putnam llegó a estar en desacuerdo se incluye su dependencia de una teoría única, regimentada y mejor.
En 1975, Putnam formuló su propio argumento de la indispensabilidad basándose en el argumento de los no milagros de la filosofía de la ciencia, que sostiene que el éxito de la ciencia sólo puede explicarse por el realismo científico sin que se convierta en milagroso. Ese año escribió: «Creo que el argumento positivo a favor del realismo [en ciencia] tiene un análogo en el caso del realismo matemático. También en este caso, creo, el realismo es la única filosofía que no hace del éxito de la ciencia un milagro". La Enciclopedia de Filosofía de Internet denomina a esta versión del argumento “argumento del éxito de Putnam” y lo presenta de la siguiente forma:
- Las matemáticas triunfan como lenguaje científico.
- Tiene que haber una razón para el éxito de las matemáticas como lenguaje de la ciencia.
- Ninguna postura distinta del realismo en matemáticas aporta una razón.
- Por tanto, el realismo en matemáticas debe ser correcto.[nota 9]

Según la Internet Encyclopedia of Philosophy, la primera y la segunda premisa del argumento se han considerado incontrovertibles, por lo que el debate sobre este argumento se ha centrado en la tercera premisa. Otras posturas que han intentado dar una razón del éxito de las matemáticas incluyen las reformulaciones de la ciencia de Field, que explican la utilidad de las matemáticas como taquigrafía conservadora. Putnam ha criticado las reformulaciones de Field por aplicarse sólo a la física clásica y por ser poco probable que puedan extenderse a la futura física fundamental.

### Continuación del desarrollo del argumento
Según Ian Hacking, no hubo ningún «desafío concertado» al argumento de la indispensabilidad durante varias décadas después de que Quine lo planteara por primera vez. Chihara, en su libro Ontology and the Vicious Circle Principle (Ontología y el principio del círculo vicioso) de 1973, fue uno de los primeros filósofos en intentar reformular las matemáticas en respuesta a los argumentos de Quine.  Field le siguió con Science Without Numbers en 1980 y dominó el debate sobre el argumento de la indispensabilidad a lo largo de los años 80 y 90.Con la introducción de argumentos en contra de la primera premisa del argumento, inicialmente por Maddy en los años 90 y continuados por Melia y otros en los años 2000, el enfoque de Field ha llegado a ser conocido como «Nominalismo del Camino Difícil» debido a la dificultad de crear reconstrucciones técnicas de la ciencia que requiere. Los enfoques que atacan la primera premisa, en cambio, se conocen como «nominalismo fácil».
A menudo se considera que Colyvan presenta la formulación estándar o «canónica» del argumento dentro de los trabajos filosóficos más recientes, y su versión del argumento ha sido influyente dentro de la filosofía contemporánea de las matemáticas. Difiere en aspectos clave de los argumentos presentados por Quine y Putnam. La versión de Quine del argumento se basa en la traducción de las teorías científicas del lenguaje ordinario a la lógica de primer orden para determinar sus compromisos ontológicos, lo que no se requiere explícitamente en la formulación de Colyvan. Los argumentos de Putnam eran a favor de la objetividad de las matemáticas, pero no necesariamente de los objetos matemáticos. Putnam se ha distanciado explícitamente de esta versión del argumento, diciendo: «desde mi punto de vista, la descripción que hace Colyvan de mi(s) argumento(s) dista mucho de ser correcta», y ha contrapuesto su argumento de la indispensabilidad al «ficticio “argumento de la indispensabilidad de Quine-Putnam”». Colyvan ha dicho que «la atribución a Quine y Putnam [es] un reconocimiento de deudas intelectuales más que una indicación de que el argumento, tal como se presenta, sería respaldado en todos sus detalles por Quine o Putnam».

## Influencia
El argumento de la indispensabilidad es ampliamente considerado, aunque no universalmente, como el mejor argumento a favor del platonismo en la filosofía de las matemáticas. Según la Stanford Encyclopedia of Philosophy, algunos dentro del campo lo ven como el único buen argumento a favor del platonismo. Es uno de los pocos argumentos que han llegado a dominar el debate entre el realismo matemático y el antirrealismo matemático.  En la filosofía contemporánea, muchos tipos de nominalismo se definen a sí mismos en oposición al argumento de la indispensabilidad, y es generalmente visto como el argumento más importante a superar para puntos de vista nominalistas como el ficcionalismo.
Los argumentos de Quine y Putnam también han tenido influencia fuera de la filosofía de las matemáticas, inspirando argumentos de indispensabilidad en otras áreas de la filosofía. Por ejemplo, David Lewis, que fue alumno de Quine, utilizó un argumento de indispensabilidad para defender el realismo modal en su libro de 1986 On the Plurality of Worlds. Según su argumento, la cuantificación sobre mundos posibles es indispensable para nuestras mejores teorías filosóficas, por lo que deberíamos creer en su existencia concreta. Otros argumentos de indispensabilidad en metafísica son defendidos por filósofos como David Armstrong, Graeme Forbes y Alvin Plantinga, que han defendido la existencia de estados de cosas debido al papel teórico indispensable que desempeñan en nuestras mejores teorías filosóficas sobre los hacedores de verdad, la modalidad y los mundos posibles.  En el campo de la ética, David Enoch ha ampliado el criterio del compromiso ontológico utilizado en el argumento de la indispensabilidad de Quine-Putnam para defender el realismo moral. Según el «argumento de la indispensabilidad deliberativa» de Enoch, la indispensabilidad para la deliberación es tan ontológicamente comprometedora como la indispensabilidad para la ciencia, y los hechos morales son indispensables para la deliberación. Por tanto, según Enoch, deberíamos creer en los hechos morales.

## Lectura adicional
- Argumentos de Imprescindibilidad en Matemáticas en PhilPapers
- Bangu, Sorin (27 de marzo de 2014). «Indispensabilidad de las matemáticas». Oxford Bibliographies Online. Recuperado el 8 de octubre de 2023.

- Datos: Q107863149